# Гнилиця (Охтирський район)
Гнили́ця —  село в Україні, у Грунській сільській громаді Охтирського району Сумської області. Населення становить 288 осіб. Колишній орган місцевого самоврядування — Гнилицька сільська рада.

## Географія
Село Гнилиця знаходиться на правому березі річки Грунь, вище за течією на відстані 1,5 км розташоване село Ясенове, нижче за течією на відстані 1 км розташоване село Пластюки. По селу протікає пересихаючий струмок з кількома загатами.

## Історія
12 червня 2020 року, відповідно до розпорядження Кабінету Міністрів України № 723-р «Про визначення адміністративних центрів та затвердження територій територіальних громад Сумської області», село увійшло до складу Грунської сільської громади.
19 липня 2020 року, в результаті адміністративно-територіальної реформи та ліквідації Охтирського району(1923-2020), громада увійшла до складу новоутвореного Охтирського району.

## Населення

### Мова
Розподіл населення за рідною мовою за даними перепису 2001 року:
| Мова       | Кількість | Відсоток |
| ---------- | --------- | -------- |
| українська | 284       | 98.61%   |
| російська  | 4         | 1.39%    |
| Усього     | 288       | 100%     |

## Культура
Традиція приготування сушки з фруктів у селах Охтирщини є об'єктом нематеріальної культурної спадщини України.

## Відомі люди
- Щербак Іван Миколайович (1960—1982) — радянський військовослужбовець, учасник афганської війни.